# هوراس رايس
هوراس رايس (بالإنجليزية: Horace Rice)‏ مواليد 05 سبتمبر 1872 في سيدني - الوفاة 18 يناير 1950 في سيدني، أستراليا، كان لاعب كرة مضرب أسترالي وكان يلعب باليد اليسرى. كما أنه أحد أبطال الجراند سلام.

## النهائيات

### الفردي (اللقب 1, الوصافة 3)
| الحصيلة | السنة | البطولة                       | المنافس في النهائي | النتيجة في النهائي |
| ------- | ----- | ----------------------------- | ------------------ | ------------------ |
| الفوز   | 1907  | بطولة أستراليا المفتوحة للتنس | هاري باركر         | 6–3, 6–4, 6–4      |
| الوصافة | 1910  | بطولة أستراليا المفتوحة للتنس | رودني هيث          | 4–6, 3–6, 3–6      |
| الوصافة | 1911  | بطولة أستراليا المفتوحة للتنس | نورمان بروكس       | 2–6, 3–6, 3–6      |
| الوصافة | 1915  | بطولة أستراليا المفتوحة للتنس | غوردون لوي         | 6–4, 1–6, 2–6, 4–6 |

## روابط خارجية
- هوراس رايس على موقع رابطة محترفي التنس (الإنجليزية)
- هوراس رايس على موقع الاتحاد الدولي لكرة المضرب (الإنجليزية)
- هوراس رايس على موقع كأس ديفيز (الإنجليزية)
- هوراس رايس على موقع خلاصة التنس.كوم (الإنجليزية)